# Шевченко, Ганна Александровна
Ганна Александровна Шевченко (род. 1975) — российская поэтесса, прозаик. Член Союза писателей Москвы. Лауреат международной премии имени Фазиля Искандера и ряда других премий .

## Биография
Родилась в городе Енакиево Донецкой области. 
В 2007 году окончила Межрегиональную Академию управления персоналом по специальности «Финансовый менеджмент». 
Публиковалась в литературных журналах, а также в сборниках и антологиях поэзии и короткой прозы. Рассказы входили в сборники ведущих издательств, включая «АСТ» И «Эксмо». Участник ежегодных Форумов молодых писателей России в Липках.

## Отзывы
У стихов Шевченко есть яркая особенность — густая населенность персонажами, часто с наделением их функциями главных героев. В коротком лирическом стихотворении их может быть один или несколько и их жизнь или часть её может быть развернута в детальности и полноте… Эта особенность несколько сдвигает жанр лирических стихотворений в сторону прозаических миниатюр <…>
С такой плотностью письма можно писать себе и писать, к счастью, вещный мир и мир персонажей неисчислим. Но для Шевченко вовсе не это короткофокусное зрение — главное. Чтобы увидеть суть вещей, надо смотреть мимо вещей. Трюк состоит в том, чтобы чувствовать глазами.
— Елена Пестерева. Поэт. Литературный критик. «Дети Ра». 2012. № 9

Главный талант автора это умение делать так чтобы ситуация насколько бы нелепой она ни была (если пытаться перенести её в реальную жизнь) выглядела максимально логично и последовательно в рамках текста. Даже больше — текст сделан так, что совершенно не хочется его каким бы то ни было образом препарировать — как именно автор добивается того или иного эффекта <…>
Как человек, родившийся в маленьком шахтерском городке и проживший там до 20 лет и видевший и такие бухгалтерии в том числе, могу подтвердить — да, это все именно так и звучит, так и выглядит.— Денис Епифанцев. Литературный критик. Рецензия на повесть "Шахтёрская глубокая" в премиальном списке премии "Национальный бестселлер"

## Премии и награды
- Финалист поэтической премии «Московский счёт»,
- Лонг-лист премии «Национальный бестселлер» (повесть «Шахтёрская Глубокая»)
- Лауреат международного драматургического конкурса «Свободный театр»
- Лауреат литературной премии им. И. Ф. Анненского за повесть «Шахтёрская Глубокая»
- Лауреат премии Фазиля Искандера за книгу стихов «Обитатель перекрестка» (2017)[7]
- Лауреат премии The Gabo Prize for Literature in Translation & Multilingual Texts (Великобритания) за переводные стихи[8]

## Интервью, рецензии, разное
- Страница на сайте журнала «Номо-legens»[9].
- Рецензия на книгу «Подъемные краны» в журнале Дети Ра[10]
- Рецензия на книгу «Подъемные краны» в «Независимой газете»[11]
- Елена Пестерева о книге «Домохозяйкин блюз»
- Андрей Пермяков о книге «Домохозяйкин блюз»
- Владимир Коркунов о подборке стихов
- Аркадий Штыпель о книге «Домохозяйкин блюз»[12]
- Анна Кузнецова о книге «Домохозяйкий блюз»[13]
- Елена Семенова о книге «Обитатель перекрестка»[14]
- Антон Чёрный о книге «Обитатель перекрестка»[15]
- Вадим Муратханов о книге «Обитатель перекрестка»[16]
- Аркадий Штыпель о книге «Обитатель перекрестка»[17]
- Владимир Пимонов о книге «Обитатель перекрестка»[18]
- Эмиль Сокольский о книге «Обитатель перекрестка»[19]
- Даниил Чкония о книге «Обитатель перекрестка»[20]
- Марина Марьяшина о книге «Форточка, ветер»[21]
- Наталья Черных о стихах Г. Шевченко[22]
- Владимир Гуга о книге «Форточка, ветер»[23]
- Интервью «Литературной газете»[24]
- Интервью сайту «Литературно»[25]
- Интервью порталу Book24